# FK 젤레즈니차르 사라예보
FK 젤레즈니차르 사라예보(FK Željezničar Sarajevo), 약칭 FK 젤레즈니차르(FK Željezničar)는 보스니아 헤르체고비나 사라예보의 축구 클럽이다. 클럽 이름에서 "젤레즈니차르"는 보스니아어로 "철도 종업원"을 뜻하는데 이는 철도 종업원들을 주축으로 창단된 클럽임을 뜻한다. 보스니아 헤르체고비나의 대표적인 축구 클럽 가운데 하나로 꼽히고 있으며 사라예보를 연고로 하는 축구 클럽인 FK 사라예보와 라이벌 관계에 있다.

## 성적
- 유고슬라비아 1부 리그 우승

우승 (1): 1971–72
- 보스니아 헤르체고비나 프리미어리그 우승

우승 (6): 1997–98, 2000–01, 2001–02, 2009–10, 2011–12, 2012–13
- 보스니아 헤르체고비나 컵 우승

우승 (6): 1999–2000, 2000–01, 2002–03, 2010–11, 2011–12, 2017–18
- 보스니아 헤르체고비나 슈퍼컵 우승

우승 (3): 1998, 2000, 2001

## 선수 명단

### 현역
참고: FIFA 자격 규정에 따라 소속된 국가대표팀 국기를 표시합니다. 선수는 복수의 FIFA 비회원국 국적을 가지고 있을 수 있습니다.
| 번호 | 포지션 | 국적       | 이름                  |
| ---- | ------ | ---------- | --------------------- |
| 23   | MF     | 몬테네그로 | 알렉산다르 볼리예비치 |

| 번호 | 포지션 | 국적 | 이름 |
| ---- | ------ | ---- | ---- |

## 역대 감독
| 감독          | 임기        |
| ------------- | ----------- |
| 이비차 오심   | 1978 ~ 1986 |
| 데니스 코리치 | 2024 ~      |